# Vittorio Sardelli
Vittorio Sardelli (Borgo Val di Taro, 10 giugno 1918 – Recco, 7 ottobre 2000) è stato un calciatore italiano, di ruolo terzino sinistro.
Era soprannominato Tojo.

## Carriera

### Club
La famiglia era originaria di Sacile ma nacque a Borgo Val di Taro.
Proveniente dagli istriani dell'Ampelea, Sardelli esordì in Serie A con la maglia del Genoa il 2 ottobre 1938 in Genoa 1893-Novara (3-1). Divenuto uno dei punti di riferimento della difesa rimase a Genova per altre undici stagioni, tutte in Serie A, fino al suo ritiro avvenuto nel 1951. L'ultima partita da lui giocata fu Genoa-Udinese (1-1) del 28 gennaio 1951.
All'inizio del 1945 Sardelli giocò in prestito dal Genova 1893 alla rappresentanza della Marina Nazionale Repubblicana nella Coppa Città di Genova, competizione che sostituì il normale campionato italiano di calcio, interrotto a causa della seconda guerra mondiale. Con la Marina Sardelli ottenne il terzo posto finale.

### Nazionale
Sardelli giocò la sua unica partita nella Nazionale maggiore il 26 novembre 1939 nell'amichevole contro la Germania. Giocò anche tre partite in Nazionale B, la prima delle quali il 20 novembre 1938.

## Dopo il ritiro
Dopo il ritiro aprì accanto allo stadio Stadio Luigi Ferraris a Genova un noto emporio di sedie, che chiuse per trasferirsi a Recco in seguito alla morte del figlio Uccio.

## Statistiche

### Presenze e reti nei club
| Stagione                 | Squadra                  | Campionato               | Campionato | Campionato |
| Stagione                 | Squadra                  | Comp                     | Pres       | Reti       |
| ------------------------ | ------------------------ | ------------------------ | ---------- | ---------- |
| 1937-1938                | Ampelea                  | C                        | ?          | ?          |
| 1938-1939                | Genova 1893              | A                        | 27         | 2          |
| 1939-1940                | Genova 1893              | A                        | 28         | 0          |
| 1940-1941                | Genova 1893              | A                        | 21         | 0          |
| 1941-1942                | Genova 1893              | A                        | 29         | 0          |
| 1942-1943                | Genova 1893              | A                        | 12         | 0          |
| 1943-1944                | Genova 1893              | AI                       | 17         | 0          |
| 1945-1946                | Genoa                    | DN                       | 19         | 0          |
| 1946-1947                | Genoa                    | A                        | 38         | 0          |
| 1947-1948                | Genoa                    | A                        | 30         | 1          |
| 1948-1949                | Genoa                    | A                        | 11         | 0          |
| 1949-1950                | Genoa                    | A                        | 0          | 0          |
| 1950-1951                | Genoa                    | A                        | 1          | 0          |
| Totale Genova 1893/Genoa | Totale Genova 1893/Genoa | Totale Genova 1893/Genoa | 233        | 3          |

### Cronologia presenze e reti in nazionale
| Cronologia completa delle presenze e delle reti in nazionale ― Italia | Cronologia completa delle presenze e delle reti in nazionale ― Italia | Cronologia completa delle presenze e delle reti in nazionale ― Italia | Cronologia completa delle presenze e delle reti in nazionale ― Italia | Cronologia completa delle presenze e delle reti in nazionale ― Italia | Cronologia completa delle presenze e delle reti in nazionale ― Italia | Cronologia completa delle presenze e delle reti in nazionale ― Italia | Cronologia completa delle presenze e delle reti in nazionale ― Italia |
| Data                                                                  | Città                                                                 | In casa                                                               | Risultato                                                             | Ospiti                                                                | Competizione                                                          | Reti                                                                  | Note                                                                  |
| --------------------------------------------------------------------- | --------------------------------------------------------------------- | --------------------------------------------------------------------- | --------------------------------------------------------------------- | --------------------------------------------------------------------- | --------------------------------------------------------------------- | --------------------------------------------------------------------- | --------------------------------------------------------------------- |
| 26-11-1939                                                            | Berlino                                                               | Germania                                                              | 5 – 2                                                                 | Italia                                                                | Amichevole                                                            | -                                                                     |                                                                       |
| Totale                                                                |                                                                       | Presenze                                                              | 1                                                                     |                                                                       | Reti                                                                  | 0                                                                     |                                                                       |